# Hear 'Em Rave
Hear 'Em Rave é um curta-metragem norte-americano de 1918, do gênero comédia, dirigido por Gilbert Pratt e estrelado por Harold Lloyd.

## Elenco

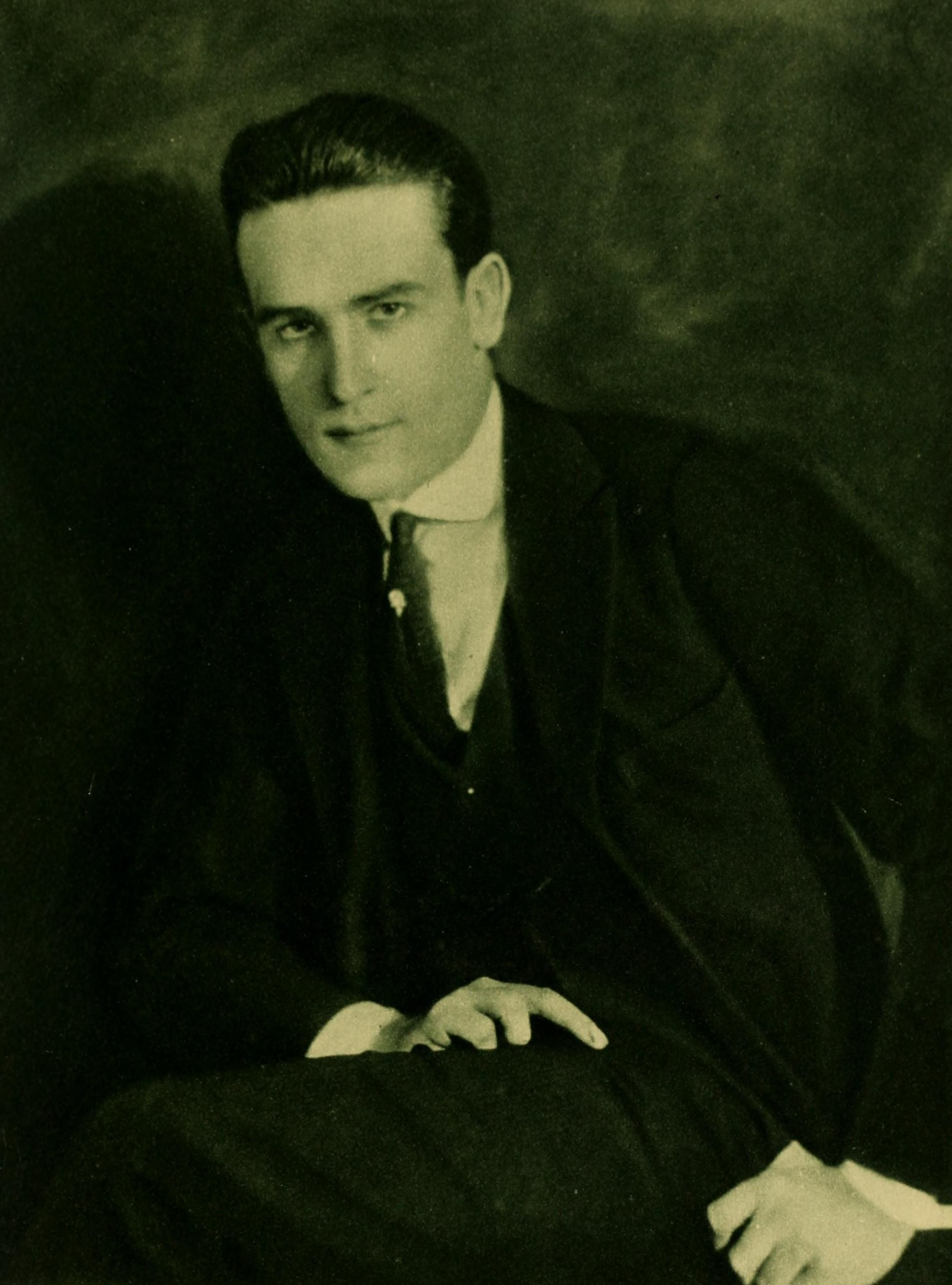
Harold Lloyd

- Harold Lloyd
- Snub Pollard
- Bebe Daniels
- William Blaisdell
- William Gillespie
- Lew Harvey
- Bud Jamison
- Oscar Larson
- James Parrott
- Dorothea Wolbert
- Noah Young